# Johann August Eberhard
Johann August Eberhard (ur. 31 sierpnia 1739 w Halberstadt, zm. 6 stycznia 1809 w Berlinie) – niemiecki filozof. Wykładał w Halle, bronił przeciw Kantowi stanowiska szkoły Leibniza i Wolffa.
Dzieła:
- Neue Apologie des Sokrates oder Untersuchung der Lehre von der Seeligkeit der Heiden (1772),
- Allgemeine Theorie des Denkens und Empfindens (1776),
- Sittenlehre der Vernunft (1781),
- Handbuch der Aesthetik für gebildete Leser aus allen Ständen (1803–05).